# اوبلباخ
اوبلباخ (به آلمانی: Übelbach) یک منطقهٔ مسکونی در اتریش است که در گراتس اومگبونگ واقع شده‌است. اوبلباخ ۹۴٫۵۵ کیلومتر مربع مساحت دارد ۵۸۰ متر بالاتر از سطح دریا واقع شده‌است.